# Podsavezna nogometna liga Našice 1961./62.
Podsavezna nogometna liga Našice (također i kao Liga Nogometnog podsaveza Našice) je bila liga četvrtog stupnja nogometnog prvenstva Jugoslavije u sezoni 1961./62. Sudjelovalo je 10 klubova, a prvak je bila "Sloga" iz Đurđenovca. 

## Ljestvica
| mj. | klub                     | ut. | pob. | ner. | por. | gol+ | gol- | bod |
| --- | ------------------------ | --- | ---- | ---- | ---- | ---- | ---- | --- |
| 1.  | Sloga Đurđenovac         | 18  | 13   | 4    | 1    | 51   | 17   | 30  |
| 2.  | Jedinstvo Donji Miholjac | 18  | 11   | 5    | 2    | 48   | 22   | 27  |
| 3.  | NAŠK Našice              | 18  | 13   | 0    | 5    | 49   | 33   | 26  |
| 4.  | Polet Markovac Našički   | 18  | 10   | 4    | 4    | 45   | 24   | 24  |
| 5.  | FEŠK Feričanci           | 18  | 9    | 2    | 7    | 37   | 31   | 20  |
| 6.  | Seljak Koška             | 18  | 7    | 1    | 10   | 35   | 42   | 15  |
| 7.  | Mladost Črnkovci         | 18  | 5    | 3    | 10   | 31   | 44   | 13  |
| 8.  | Papuk Orahovica          | 18  | 4    | 4    | 10   | 29   | 41   | 12  |
| 9.  | Graničar Šljivoševci     | 18  | 4    | 3    | 11   | 33   | 58   | 11  |
| 10. | Zagorac Beljevina        | 18  | 1    | 0    | 17   | 10   | 56   | 2   |

## Rezultatska križaljka
| kratica | klub                     | FEŠK | GRA | JED | MLA | NAŠK | PAP | POL | SELJ | SLO | ZAG |
| --- | ------------------------ | ---- | --- | --- | --- | ---- | --- | --- | ---- | --- | --- |
| FEŠK | FEŠK Feričanci           |      |     |     |     |      |     |     |      |     |     |
| GRA | Graničar Šljivoševci     |      |     |     |     |      |     |     |      |     |     |
| JED | Jedinstvo Donji Miholjac |      |     |     |     |      |     |     |      |     |     |
| MLA | Mladost Črnkovci         |      |     |     |     |      |     |     |      |     |     |
| NAŠK | NAŠK Našice              |      |     |     |     |      |     |     |      |     |     |
| PAP | Papuk Orahovica          |      |     |     |     |      |     |     |      |     |     |
| POL | Polet Markovac Našički   |      |     |     |     |      |     |     |      |     |     |
| SELJ | Seljak Koška             |      |     |     |     |      |     |     |      |     |     |
| SLO | Sloga Đurđenovac         |      |     |     |     |      |     |     |      |     |     |
| ZAG | Zagorac Beljevina        |      |     |     |     |      |     |     |      |     |     |
| |                          |      |     |     |     |      |     |     |      |     |     |
| podebljan rezultat - utakmice od 1. do 9. kola (1. utakmica između klubova) rezultat normalne debljine - utakmice od 10. do 18. kola (2. utakmica između klubova) rezultat nakošen - nije vidljiv redoslijed odigravanja međusobnih utakmica iz dostupnih izvora rezultat smanjen * - iz dostupnih izvora nije uočljiv domaćin susreta prekrižen rezultat - poništena ili brisana utakmica p - utakmica prekinuta 3:0 p.f. / 0:3 p.f. - rezultat 3:0 bez borbe |                          |      |     |     |     |      |     |     |      |     |     |

 Izvori:

## Unutrašnje poveznice
- Slavonska zona 1961./62.
- Podsavezna liga Nova Gradiška 1961./62.
- Podsavezna liga Osijek 1961./62.
- Podsavezna liga Slavonski Brod 1961./62.
- Podsavezna liga Slavonska Požega 1961./62.
- Podsavezna liga Vinkovci 1961./62.